# 撲克王者
《扑克王者》（英語：All In）是2024年马来西亚的贺岁喜剧片。該電影於2024年2月8日在馬來西亞和新加坡上映；電影於2024年4月19日在越南上映，電影主要講述扑克比赛以及三位男主角之間的故事。
本片是马来西亚首部赌博电影。

## 上架
2024年6月6日，《扑克王者》上架Netflix播出，更加上中文、英文和马来语字幕上线。

## 故事内容
故事的由起是从出生就拥有超能力透视眼的主角“程家朗”（林德荣饰）说起，他能凭人们说话时头上冒出的蓝光或是红光，便能判断对方是说的话是真是假。所以他毅然踏上职业扑克选手的道路，凭借超能力轻而易举的成为大赢家。但与此同时他也过于在乎真与假，即便善意的谎言在他看来也纯粹是谎言，待人过于较真。在后来的一次意外中，超能力被转移到与他一同发生意外的一名男子“黄小七”（黄明志饰）的身上，因此一场将扑克新手打造成下一代赌王的故事由此展开。
将扑克与超能力结合；“程家朗”（林德荣饰）与生俱来便拥有一双能看穿一切谎言的眼睛，他在德州扑克界难逢敌手，轻易的成为大赢家。他唯一一个难以看透的人是曾获得5届世界扑克王大赛的得主兼赌厅主人“韦一富”（姜皓文饰）。两人约定好在亚洲扑克王大赛中一决胜负，程家朗却因为一场意外，超能力就被转移到了天生单纯的“黄小七”（黄明志饰）身上，一场充满变数的扑克较量由此展开。

## 演员表
| 演員   | 角色    | 備註 |
| 林德荣 | 程家朗  | 拥有一双超凡的眼睛，在牌局中洞察力和观察力极其敏锐，几乎能洞悉对手的牌局和心思。 这种直觉和能力让他在赌局中游刃有余，但同时也引发了一系列挑战和纷争。 |
| 姜皓文 | 韦一富  | “扑克王大赛”的多届冠军得主，拥有极高的胆识和决断力。 在面对新的挑战和新潮时，他表现出了惊人的稳定和深思熟虑的决策能力。                               |
| 黄明志 | 黄小七  | 意外继承程家朗的识别真相与谎言的能力。 引发了他对人生的怀疑和不安，但他却始终保持乐观。 尽管面临烦恼，他依然选择相信真爱。                            |
| 王雷   | 七爸    | 小七的父亲 |
| 黄诗棋 | Mimi    | 网红 |
| 小玉   | 傅子月  | 程家朗的老婆 |
| 原腾   | 韦东道  | 韦一富之子，同为扑克世界的名人 |
| 唐纬颜 | Vincent | 傅子月的朋友 |
| 王义翔 | Johnny  | 韦一富的左右手，同时也是电影里最残暴的反派人物。 平时沉默寡言，不善言辞，但一旦执行任务，就不择手段来达到目的。                                       |
| K佬    | 警察    | 警察局 |
| 大Hee  | 警察    | 警察局 |
| 喪Bill | 医生    | 医院 |

## 制作
电影于2023年7月16日于巴生开镜，预计耗时1个月完成，并会在2024年的贺岁档于全国电影院上映。

## 发行
电影于2023年12月1日发布前导预告，同年12月31日发布正式预告及海报，并定档将于2024年2月8日上映。
2024年1月1日，主演林德荣与王雷在脸书举办优先场抢票直播，并顺利在1小时内送出400张戏票和卖出6600张戏票，共7000张票。导演赖健雄指出，影迷可在1月20日至28日间，在全马特定的GSC影院欣赏电影。由于观众反应热烈，导演决定加码优先场。
2024年1月20日，电影于槟城进行首映礼。
2024年1月24日，电影于吉隆坡举行吉隆坡首映礼。

## 票房
电影上映首日票房就突破215万令吉，成为大马本土中文电影8年来最佳周末开画票房，电影上映第7天票房突破400万令吉，上映第二周票房已突破550万令吉，上映第15天票房620万令吉成为大马史上10大本土中文电影票房，票房已超越了我來自紐約610万，上映第18天票房708万令吉超越了黄明志自导自编自演的辣死你妈2.0成为了大马本土中文电影的第4名

### 票房
| 上一届： 《金手指》 | 2024年马来西亚週末票房冠軍 第6週 | 下一届： 《钱不够用3：全部够用》 |

## 电影宣传
| 宣傳日期      | 舉行地點                          | 出席者                                                          |
| ------------- | --------------------------------- | --------------------------------------------------------------- |
| 2024年1月20日 | AEON MALL Kinta City              | 赖健雄 原腾 姜皓文 林德荣 小玉                                  |
| 2024年1月20日 | AEON MALL Bukit Mertajam          | 赖健雄 原腾 姜皓文 林德荣 小玉                                  |
| 2024年1月20日 | Mega Cineplex                     | 赖健雄 原腾 姜皓文 林德荣 小玉                                  |
| 2024年1月21日 | Hin Bus Depot, Georgetown         | 赖健雄 唐纬颜 原腾 姜皓文 林德荣 小玉                           |
| 2024年1月21日 | GSC Gurney Plaza                  | 赖健雄 唐纬颜 原腾 姜皓文 林德荣 小玉                           |
| 2024年1月21日 | Leng Leng CNY Street, Gurney Walk | 赖健雄 唐纬颜 原腾 姜皓文 林德荣 小玉                           |
| 2024年1月21日 | GSC Ipoh Parade                   | 赖健雄 唐纬颜 原腾 姜皓文 林德荣 小玉                           |
| 2024年1月24日 | Pavilion KL Centre Court          | 赖健雄 林德荣 姜皓文 黄明志 王雷 黄诗棋 小玉 原腾 唐纬颜 王义翔 |
| 2024年1月25日 | AEON MALL Metro Prima             | 赖健雄 唐纬颜 原腾 姜皓文 林德荣 黄诗棋 王义翔                  |
| 2024年1月25日 | AEON MALL Bukit Tinggi            | 赖健雄 唐纬颜 原腾 姜皓文 林德荣 黄诗棋 王义翔                  |
| 2024年1月27日 | 槟岛三条路                        | 赖健雄 姜皓文                                                   |
| 2024年1月28日 | AEON MALL Cheras Selatan          | 唐纬颜 原腾 小玉 林德荣 黄诗棋 王义翔                           |
| 2024年1月28日 | AEON MALL Seremban 2              | 唐纬颜 原腾 小玉 林德荣 黄诗棋 王义翔                           |
| 2024年1月28日 | GSC EkoCheras Mall                | 唐纬颜 原腾 小玉 林德荣 黄诗棋 王义翔                           |
| 2024年1月28日 | GSC Mid Valley                    | 唐纬颜 原腾 小玉 林德荣 黄诗棋 王义翔                           |
| 2024年2月1日  | Cathay Cineplex                   | 赖健雄 林德荣 黄明志 王雷                                       |

## 分级
| 地区     | 分级 | 定义                                                                   |
| -------- | ---- | ---------------------------------------------------------------------- |
| 马来西亚 | P12  | 未满12岁的观众需家长陪同观看，它可能包含了一些镜头，不适合儿童。       |
| 新加坡   | PG13 | 13岁以下须家长陪同才可观看，它可能包含了一些镜头，不适合儿童。         |
| 越南     | K    | 未满13岁需与家长或监护人陪同观看，它可能包含了一些镜头，不适合儿童。   |
| Netflix  | 13+  | 13岁需与家长或监护人陪同观看，它可能包含了一些镜头，不适合暴力和儿童。 |

## 注解
1. ↑  槟城电影首映礼
2. ↑  吉隆坡电影首映礼
3. ↑  光华日报春晚
4. ↑  新加坡首映礼
5. ↑  辅导级
6. ↑  保护级